# Sinfonieorchester Ludwigsburg
Das Sinfonieorchester Ludwigsburg ist ein Amateurorchester in Ludwigsburg. Es erarbeitet große sinfonische Werke von der Klassik über die Romantik und Moderne bis hin zur Filmmusik. Darüber hinaus begleitet es Chorwerke und führt Solistenkonzerte auf. Regelmäßige Spielstätte ist das Ludwigsburger Forum am Schloßpark, aber auch große Kirchen im Raum Ludwigsburg. Seit 2017 ist Hermann Dukek Dirigent, den das Orchester nach fast 60 Jahren als seinen erst dritten Orchesterleiter wählte.

## Geschichte

### Gründung
Die Gründung des Orchesters geht auf das Jahr 1958 zurück. Eine nach dem Zweiten Weltkrieg von ehemaligen Militärmusikern gegründete Orchestervereinigung Ludwigsburg wird durch Streicher ergänzt und in das Stadtorchester Ludwigsburg e.V. überführt. Gründungsmitglied des mit Satzung vom 24. September 1958 gegründeten Vereins (Vereinsregister Nr. 420, Amtsgericht Ludwigsburg) ist die Stadt Ludwigsburg.
Der Verein wurde satzungsgemäß zur Schaffung eines für das kulturelle Leben der Stadt geeigneten Orchesters gegründet. Erster Vorsitzender des Vereins wird Rektor Robert Fischer, sein Stellvertreter Wilhelm Krämer, der Gründer und künstlerische Leiter der „Ludwigsburger Schlosskonzerte“. Zum ersten Dirigenten wurde Karl-Böhm-Schüler Kapellmeister Werner Teichmann (bis 1976) bestellt. Hauptaufgaben des Orchesters waren Konzerte in Ludwigsburg und im Kreisgebiet für Schulen, die musikalische Gestaltung städtischer Veranstaltungen oder Gedenktage und die Begleitung von Gesangsvereinen.

### Spielstätten
Als Konzerträume standen die Musikhalle am Bahnhof, die Aula der PH (seit 1966) und der Saal des Kulturzentrums (seit 1969) zur Verfügung. Die „Stadtgründungsfeier“ findet seit 1973 im Ordenssaal des Residenzschlosses Ludwigsburg statt. Mit dem Konzert zur Einweihung des „Forums am Schlosspark“ (19. März 1988) mit Ludwigsburger Chören ist der „Theatersaal“ die ideale Spielstätte. Die feierte 2013 ihr 25-jähriges Bestehen unter Mitwirkung des Orchesters.

### Entwicklung
Zusammen mit engagierten Vorsitzenden entwickelt sich das Orchester unter dem aus drei Bewerbern ausgewählten neuen Dirigenten Siegfried Bauer (1976 bis 2016) auf seine heutige Stärke von rund 80 Musikern. Mit der Erhöhung der Quantität steigerte sich auch die Qualität, dokumentiert in Rundfunkaufnahmen des SDR (1984, 1986) und einer Schallplatteneinspielung (1988). Es gewann 1985 den ersten Preis beim Landeswettbewerb Baden-Württemberg in Balingen zum 1. Deutschen Orchesterwettbewerb des Deutschen Musikrates. Auf Bundesebene erreichte es in diesem im olympischen Turnus von vier Jahren stattfindenden Wettbewerb 1986 in Würzburg in der Kategorie BS3 (Laien-Sinfonieorchester) Leistungsstufe zwei.
Verstärkt arbeitet das Orchester auch an eigenen Projekten. Die Veranstaltungen in der Stadt beginnen alle zwei Jahre mit den beliebten Neujahrskonzerten. Seit 2002 etablierte das Orchester die viel beachtete „Ohrwurm“-Reihe: moderierte Kinder- und Familienkonzerte in Zusammenarbeit mit Lehrern und Schulen. Auf Initiative des Dirigenten Siegfried Bauer entstand 2010 mit „Sing mit!“ eine weitere Mitmach-Konzertreihe in der Vorweihnachtszeit.
Das Orchester beschäftigt sich seit 1985 auch mit zeitgenössischer Musik und Uraufführungen. Die Komponisten Hans Georg Pflüger und Kay Westermann widmeten jeweils ein Werk dem Orchester und seinem Dirigenten Siegfried Bauer.
Höhepunkte mit über 300 Mitwirkenden sind seit 1996 die in mehrjährigem Abstand stattfindenden Ludwigsburger Kulturprojekte des szenischen Musiktheaters zusammen mit Chören und Tanzensembles aus Ludwigsburg.
Seit 2014 ist die Filmkomponistin Meike Katrin Stein Mitglied der ersten Geigen, wodurch das Orchester neben Arrangements auch Uraufführungen von ihr aufführte.
Im Forum am Schloßpark fand am 4. Mai 2018 unter der Moderation von Frank Baasner die musikalische Umrahmung der Stadtgründungsfeier „300-Jahre Stadt werden“ mit prominenten Gästen, wie dem Bundespräsidenten a. D. Horst Köhler, dem amtierenden Ministerpräsidenten Baden-Württembergs Winfried Kretschmann und dem früheren Ministerpräsidenten Erwin Teufel, sowie dem Ludwigsburger Bürgermeister Werner Spec und seiner Amtskollegin aus der Partnerstadt Montbéliard Marie-Noelle Biguinet statt.
Nach der Abwahl des Oberbürgermeisters nach 16 Jahren im Amt bedankte sich das Orchester beim Empfang der Stadt am 25. Juli 2019 bei Werner Spec für die langjährige Förderung der Kultur in Ludwigsburg und insbesondere des Orchesters mit der Verleihung der Ehrenmitgliedschaft.
Der weiteren Stärkung der Präsenz in der Stadt setzte die Corona-Krise ab März 2020 ein jähes Ende. Die geplanten Veranstaltungen fielen durch die gesetzlichen Lockdown-Regelungen vollständig aus.

### Struktur und Aufbau
Als Gründungsmitglied ist die Stadt Ludwigsburg stets durch drei und seit 2010 durch vier Gemeinderäte, bzw. Vertreter der Stadt Ludwigsburg im Gesamtvorstand des Vereins, bzw. seit 2022 im Beirat vertreten. Satzungsgemäß hatte der Vorstand aus dieser Historie heraus bis 2021 eine zweiteilige Struktur. Der Gesamtvorstand des Vereins bestand aus dem im Zweijahres-Turnus gewählten Orchestervorstand und den vom Oberbürgermeister der Stadt Ludwigsburg bestimmten Vertretern aus dem Gemeinderat und/oder der Stadtverwaltung. Aus der Mitte dieses Gesamtvorstands wurde der juristische, geschäftsführende Vereinsvorstand und seine beiden Stellvertreter gewählt. Eine dieser Positionen musste der gewählte Orchestervorstand bekleiden.
Die Mitgliederversammlung verabschiedete am 1. Dezember 2021 eine neue Satzung. Sie vereinfachte die rechtlichen Strukturen des Vereins. Seit 2022 wird nicht mehr zwischen einem Orchestervorstand und einem Gesamtvorstand unterschieden. Direkt von den Mitgliedern werden der Vorstand, seine beiden Stellvertreter, ein Schatzmeister und ein Schriftführer zusammen mit bis zu drei Beisitzern für zwei Jahre in die Vorstandschaft gewählt. Der juristische, geschäftsführende Vorstand setzt sich automatisch aus den Positionen des Vorsitzenden, des ersten Stellvertreters und des Schatzmeisters zusammen. Die Vertreter der drei größten Gemeinderatsfraktionen der Stadt Ludwigsburg und ein Vertreter der Stadtverwaltung sind nicht mehr Mitglieder der Vorstandschaft. Sie werden nun in den neu geschaffenen Beirat entsandt und stehen dem Verein beratend zur Seite.
Am 14. Juli 1983 erhielt das Stadtorchester Ludwigsburg e.V. seinen heutigen Namen Sinfonieorchester Ludwigsburg e.V.; die Zusätze „der Stadt“ wurden am 21. April 2010 aus dem Namen des Orchesters gestrichen. Die Geschäftsführung des Orchesters wird seit 1992 durch eine zusätzliche Person in Zusammenarbeit mit dem Vorstand übernommen.
2016 wurde mit Einführung eines neuen Logos nach fünf Jahren nochmals die Homepage erneuert.
Das Sinfonieorchester Ludwigsburg wird finanziell von der Stadt Ludwigsburg getragen. Es ist Mitglied im Stadtverband der Gesangs- und Musikvereine Ludwigsburg e.V. und im Bundesverband Deutscher Liebhaberorchester e.V. (BDLO) über den Landesverband Baden-Württemberg.

## Personen
Bis zum 50. Jubiläumsjahr spielte mit dem früheren Orchestervorstand Fritz Bauer (Posaune) das letzte aktive Gründungsmitglied im zu diesem Zeitpunkt 81-köpfigen (2008) Ensemble mit. Zu diesem Geburtstag schenkte sich das Orchester ein Dirigat unter Sir Roger Norrington. Seit 2014 hat das Orchester in dem Hornisten David Zimmerman ein Ehrenmitglied in den USA.
Mit einem Jubiläums- und Abschiedskonzert am 22. Oktober 2016 im Forum am Schlosspark, Ludwigsburg, feierte Siegfried Bauer, der erst zweite Dirigent in der 58-jährigen Geschichte des Orchesters, nach 40 Jahren seinen Abschied. Vom Orchester wurde er zum Ehrendirigenten ernannt. Aus fast 100 Bewerbern aus dem In- und Ausland wählte das Ensemble ab 2017 mit Hermann Dukek einen Nachfolger. Zusammen mit dem Vorsitzenden Marcus Raimann und dem Konzertmeister, dem Ludwigsburger Geiger und Mitglied der Ersten Violinen des SWR Sinfonieorchesters, Mathias Hochweber, entwickelte er mit der fortdauernden Unterstützung der Stadt Ludwigsburg das Ensemble weiter.

### Dirigenten
1. 1958–1976: Werner Teichmann
2. 1976–2016: Siegfried Bauer
3. seit 2017: Hermann Dukek

#### Ehrendirigenten
- 2016: Siegfried Bauer

#### Konzertmeister
- 1958–1975: Josef Chalupa
- 1976–1980: Victor Wille - von Wedel Parlow
- 1980–1992: Arthur Scheibner
- 1992–1995: Christine Schuster
- 1996–2005: Oliver Wendland
- 2005–2006: Eva Mengel
- 2006–2016: Hans Martin Gündner
- 2017–2017: Meike Brandenbusch
- 2017–2017: Meike Katrin Stein
- 2017–2021: Mathias Hochweber
- 2021–2022: Harald Paul
- seit 2022: Matia Gotman.

### Erste Vorsitzende
1. 1959–1966: Robert Fischer
2. 1966–1972: Heinrich von Hacht
3. 1972–1982: Georg Sigmund Graf Adelmann
4. 1982–2010: Roland Schweiß
5. 2010–2014: Carsten Sartorius
6. seit 2014: Marcus Raimann

#### Orchestervorstände
- 1962–1987: Fritz Bauer
- 1987–1993: Helmut Müller
- 1993–1996: Julia Glöckler
- 1996–1999: Reinhold Wenzel
- 1999–2014: Carsten Sartorius
- 2014–2021: zuletzt Marcus Raimann

#### Geschäftsführung
- 1992–1994: Gisela Günter
- 1994–1994: Julia Glöckler
- 1994–1994: Christiane Lange
- 1995–1995: Julia Glöckler
- 1995–2001: Erika Göller
- 2001–2014: Antje Sartorius
- 2014–2016: Eva-Maria Hall
- seit 2016: Corinna Graf

## Konzerte (Auswahl)
Das Sinfonieorchester ist neben seinen Auftritten in Ludwigsburg auch außerhalb der Stadt und des Kreises Ludwigsburg zu hören: Konzertreisen führten es nach Balingen (1985), an den Bodensee (Gaienhofen, 1989 / Mainau, 2010), nach Esslingen am Neckar (1996), Hirsau (1997), Naumburg (Saale) (1993), Nürtingen (2008, 2015), Remchingen (2018, 2020), Rendsburg (2003), Renningen (1977), Stuttgart (1976, 1981, 1984, 1996, 1998, 1999), Ulm (1999), Weingarten (Baden) (2016) und Würzburg (1986), sowie ins Ausland nach Frankreich (Bourg-en-Bresse, 2024), Russland (Sankt Petersburg, 2001), die Schweiz (Stein am Rhein, 2010), Tschechien (Písek, 2007) und Ungarn (Békéscsaba, 2019 und Gyula, 2019). Mehrfach wurden auch die Ludwigsburger Partnerstädte wie Montbéliard (1984, 1987, 1991, 1994, Frankreich), Nový Jičín (2007, 2014, Tschechien), Jevpatorija (1996, Ukraine) und Caerphilly (1988, Wales) besucht.

### Uraufführungen
- 8. Dezember 1985: Capriccio für Orchester (1985) von Hans Georg Pflüger in der Friedenskirche, Ludwigsburg
- 28. Januar 1990: 1. Sinfonie von Kay Westermann im Theatersaal des Forum am Schlosspark, Ludwigsburg
- 23. November 1996: 2. Sinfonie „Canto per un altro mondo“ (1993/94) von Hans Georg Bertram, Stadtkirche, Esslingen am Neckar
- 18. März 2004: Tage des Mondes. Oratorische Szenen zum 20. Jahrhundert (2003) von Wolfram Graf, Theatersaal des Forum am Schlosspark, Ludwigsburg
- 18. Oktober 2008: Te Deum laudamus (2007), Fanfare zum 50-jährigen Bestehen des Sinfonieorchesters der Stadt Ludwigsburg von Michael Čulo, Theatersaal des Forum am Schlosspark, Ludwigsburg
- 19. April 2016: Atlantis-Suite (2015) von Meike Katrin Stein, Theatersaal des Forum am Schlosspark, Ludwigsburg
- 1. Januar 2018: The Ballad of James O'Shea (2016) von Meike Katrin Stein, Theatersaal des Forum am Schlosspark, Ludwigsburg
- 4. Mai 2018: Mr. Bond - The best is yet to come (2017/2018) von Anna Jente, Orchestration von Meike Katrin Stein, Theatersaal des Forum am Schlosspark, Ludwigsburg
- 13. April 2019: minimalBACH (2019) von Sebastian Bartmann in der Fassung für Orchester im Konzert „Nähe“, Theatersaal des Forum am Schlosspark, Ludwigsburg

### Szenisches Musiktheater
- 1989: halbszenische Aufführung von Goethes Egmont mit der Schauspielmusik von Ludwig van Beethoven
- 1996: szenische Aufführung von Carmina Burana von Carl Orff
- 2000: szenische Aufführung von Messias von Georg Friedrich Händel (Mozart-Fassung)
- 2004: szenische Aufführung von Fürsten, Bürger und Soldaten zum 300jährigen Bestehen des Schlosses mit Uraufführung
- 2009: szenische Aufführung von Die Schöpfung[7][8] (Teil I+II) von Joseph Haydn mit Perkussion-Rezitativen von Klaus Sebastian Dreher
- 2013: szenische Aufführung der Johannespassion[9] von Johann Sebastian Bach in der Fassung von Robert Schumann mit Teilen der Matthäuspassion in der Fassung von Felix Mendelssohn Bartholdy zum 25-jährigen Bestehen des Forum am Schlosspark.
- 2018: szenische Aufführung von Die Jahreszeiten[10] von Joseph Haydn mit elektronischer Musik von Vincent Wikström

### Neujahrskonzerte
- 1991: mit der Weltmeister-Standard-Formation des 1. TC Ludwigsburg
- 1994: mit Matthias Klink (Tenor), Thomas Pfeiffer (Bariton), Günther Willmann (Moderation)
- 1996: mit dem Musikkabarett 'BosArt Trio'
- 1998: mit der Standard-Formation des 1. TC Ludwigsburg
- 2000: mit dem Musikkabarett 'BosArt Trio'
- 2002: mit Petra Labitzke (Sopran), Sebastian Bollacher (Bariton), Götz Thieme (Sprecher)
- 2004: mit dem 'BlechBläserQuintett Ludwigsburg'
- 2006: mit Virginie Schaeffer (Gesang)
- 2008: mit Sarah Maria Sun (Sopran), Dominik Köninger (Bariton)
- 2010: mit dem Gypsy-Jazz Sextett Di Mauro Swing, Hans Hachmann (Moderation)
- 2012: mit Ramona D'Uva (Sopran), Andreas Post (Tenor), Jonas Palm (Violoncello) und Jasmin Bachmann (Moderation)
- 2014: mit dem Percussion-Ensemble Talking-Drums der Musikhochschule Stuttgart, Se-Mi Hwang (Marimba)
- 2016: mit Sarah Wegener (Sopran), Dominik Wörner (Bassbariton) und Jasmin Bachmann (Moderation)
- 2018: mit Martin Mall (Jonglage 'Cello in Motion')
- 2020: mit Gabor Vosteen ('Fluteman-Show')
- 2023: mit Sebastian Manz (Klarinette)

### Weitere Highlights
- 1959: Erstes öffentliches Konzert am 6. März im Ratskeller, Ludwigsburg
- 1963: Deutsch-amerikanisches Freundschaftskonzert am 10. Mai in der Stadthalle, Ludwigsburg
- 1976: „Gedenkfeier zum Volkstrauertag“, Premieren-Konzert mit dem neuen Dirigenten Siegfried Bauer am 14. November in der Stadthalle, Ludwigsburg
- 1983: Erstes Konzert unter dem Namen „Sinfonieorchester der Stadt Ludwigsburg“ am 27. November in der Friedenskirche, Ludwigsburg
- 1992: Konzert mit Flamenco-Tänzerin Nina Corti am 7. November im Theatersaal des Forum am Schlosspark, Ludwigsburg
- 2008: Jubiläumskonzert 50 Jahre Sinfonieorchester der Stadt Ludwigsburg am 18. Oktober im Theatersaal des Forum am Schlosspark, Ludwigsburg
- 2008: öffentliche Probe mit Sir Roger Norrington am 22. Oktober im Festsaal der Waldorfschule, Ludwigsburg
- 2016: Jubiläums- und Abschiedskonzert 40 Jahre Dirigent Siegfried Bauer am 22. Oktober im Theatersaal des Forum am Schlosspark, Ludwigsburg
- 2017: „Aufbruch“, Premieren-Konzert mit dem neuen Dirigenten Hermann Dukek am 1. April im Theatersaal des Forum am Schlosspark, Ludwigsburg
- 2018: „Freude“, Jubiläumskonzert 60 Jahre Sinfonieorchester Ludwigsburg am 20. Oktober im Theatersaal des Forum am Schlosspark, Ludwigsburg
- 2022: "Befreiung", erstes Konzert nach der Corona-Pandemie am 20.03.2022 im Theatersaal des Forum am Schlosspark, Ludwigsburg
- 2023: "JUBELäum", Jubiläumskonzert 65 Jahre Sinfonieorchester Ludwigsburg am 22.10.2023 im Theatersaal des Forum am Schloßpark, Ludwigsburg

## Diskografie
- 1985/86: LP: „Freude an der Musik“, Joseph Haydn, Sinfonie Nr. 92 („Oxford-Sinfonie“), G-Dur, Adagio und Menuett - Felix Mendelssohn Bartholdy,  Sinfonie Nr. 5 („Reformations-Sinfonie“), Andante und Allegro vivace - Hans Georg Pflüger, Capriccio für Orchester (1985)
- 1988: MC: „Ludwigsburger Geschichten zur Weihnachtszeit“, Felix Mendelssohn Bartholdy, Sinfonie Nr. 5 („Reformations-Sinfonie“), Allegro vivace - Joseph Haydn, Sinfonie Nr. 92 („Oxford-Sinfonie“), G-Dur, Adagio und Menuett - Georg Friedrich Händel, „Tochter Zion, freue Dich“ - Carl Thiel „Herbei o ihr Gläubigen“ - Ekkehart Nickel „Lobt Gott, ihr Christen, alle gleich“, Fritz Vollbach „Zu Bethlehem geboren“ - Franz Xaver Gruber / Hanns Mießner „Stille Nacht, heilige Nacht“.
- 1996: CD: „Canto per un altro mondo“, Hans Georg Bertram, 2. Sinfonie für großes Orchester (1993/94), Strube Verlag GmbH CD1368
- 2005: CD: „Romantische Orgelkonzerte“, Josef Gabriel Rheinberger, Orgelkonzerte Nr. 1, F-Dur, op. 137 und Nr. 2, g-Moll, op. 177, Bauer Studios GmbH SACD9165
- 2008: CD: „50 Jahre Sinfonieorchester der Stadt Ludwigsburg - Sinfoniekonzert“ - Wolfgang Amadeus Mozart, Ouvertüre zur Oper „Titus“ - Michael Čulo, Fanfare Te Deum laudamus - Joseph Haydn, Trompetenkonzert Es-Dur - Franz Schubert, Sinfonie Nr. 8, C-Dur; Mitschnitt vom 18. Oktober 2008 im Forum am Schlosspark in Ludwigsburg, abklassik
- 2009: DVD: „Die Schöpfung“, Musiktheater zum Oratorium von Joseph Haydn; Video-Dokumentation zu den Aufführungen im März 2009 im Forum am Schlosspark in Ludwigsburg
- 2012: CD: „Musik für Generationen - Das Beste aus dem Kreis Ludwigsburg“, Doppel-CD zum 160-jährigen Jubiläum der Kreissparkasse Ludwigsburg, CD 2, Nr. 12: Wolfgang Amadeus Mozart, Ouvertüre „Titus“, Tucan records
- 2013: DVD: „Passion 2013“, Musiktheater zu Passionsmusiken von Johann Sebastian Bach; Video-Dokumentation zu den Aufführungen im März 2013 im Forum am Schlosspark in Ludwigsburg,
- 2015: DVD: „Sinfoniekonzert“, Johannes Brahms, Akademische Festouvertüre - Ludwig van Beethoven, Sinfonie Nr. 7, A-Dur - Peter Iljitsch Tschaikowskij, Klavierkonzert Nr. 1, b-moll; Mitschnitt vom 26. April 2015 im Forum am Schlosspark in Ludwigsburg, abklassik
- 2016: DVD: „Jubiläums/Abschiedskonzert“, Felix Mendelssohn Bartholdy, Sinfonie Nr. 5, („Reformationssinfonie“) - Joseph Haydn, Trompetenkonzert, Es-Dur, Solist Reinhold Friedrich - Antonín Dvořák, Sinfonie Nr. 9, („Aus der neuen Welt“); Mitschnitt vom 22. Oktober 2016 im Forum am Schlosspark in Ludwigsburg, abklassik
- 2017: DVD: „Aufbruch/Premierenkonzert“, Ludwig van Beethoven, Ouvertüre zur Schauspielmusik „Egmont“ - Max Bruch, Violinkonzert, g-moll, Solistin Meike Brandenbusch - Robert Schumann, Sinfonie Nr. 4; Mitschnitt vom 1. April 2017 im Forum am Schlosspark in Ludwigsburg, abklassik
- 2018: DVD: „Neujahrskonzert“, Johann Strauss, Polka „Unter Donner und Blitz“, Walzer „Rosen aus dem Süden“ - Stefan Braun, „Cello in Motion“ mit Solist Martin Mall - Meike Katrin Stein, „Ballade of James O'Shea“ - Leroy Anderson, „Blue Tango“, „The Typewriter“, „Plink, Plank, Plunk!“ - Arturo Marquez, Danzon No. 2, - Paul Dukas, Fanfare aus „La Peri“ - Peter Iljitsch Tschaikowski, Blumenwalzer aus „Der Nussknacker“ - Camille Saint-Saëns, „Danse macabre“ - Claude Debussy, „Claire de Lune“ aus Suite bergamasque - Edvard Grieg, „In der Halle des Bergkönigs“ aus „Peer Gynt“ - Georges Bizet, „Les Toréadors“ aus „Carmen“ Suite Nr. 1 - Johann Strauß, Radetzky-Marsch - Modest Petrowitsch Mussorgski, „Gopak“ aus „Der Jahrmarkt von Sorotschinzy“; Mitschnitt vom 1. Januar 2018 im Forum am Schlosspark in Ludwigsburg, abklassik
- 2018: DVD: „Freude/Jubiläumskonzert“, Antonín Dvořák, „Festmarsch“ op. 54a, Ludwig van Beethoven, Sinfonie Nr. 9 mit Natalie Karl, Diana Haller, Kai Kluge, Dominic Große, Ondrasek Jugendchor Novy Jicin, Ludwigsburger Motettenchor, Chor der Stadtkirche, Kantorei der Karlshöhe; Mitschnitt vom 20. Oktober 2018 im Forum am Schlosspark in Ludwigsburg, abklassik
- 2019: DVD: „Nähe/Sinfoniekonzert“, Vincenzo Bellini, Ouvertüre zur Oper „Norma“ - Wolfgang Amadeus Mozart, Konzert für zwei Klaviere, Es-Dur, KV 365, Solisten Barbara Bartmann, Sebastian Bartmann - Sebastian Bartmann, minimalBACH - Peter Iljitsch Tschaikowski, Sinfonie Nr. 4, f-moll, op. 36, Mitschnitt vom 13. April 2019 im Forum am Schlosspark in Ludwigsburg, abklassik
- 2023: DVD: „JUBELäum/Sinfoniekonzert“, Felix Mendelssohn-Bartholdy, Konzert-Ouvertüre „Meeresstille und glückliche Fahrt“, op. 27 - Felix Mendelssohn-Bartholdy, Konzert für Violine, e-moll, op. 64, Solist Matia Gotman - Antonin Dvorak, Sinfonie Nr. 8, G-Dur, op. 88, Mitschnitt vom 22. Oktober 2023 im Forum am Schlosspark in Ludwigsburg, abklassik